# 렛 더 선샤인 인
《렛 더 선샤인 인》(프랑스어: Un beau soleil intérieur)은 2017년에 개봉한 프랑스의 영화이다.

## 캐스팅
- 줄리엣 비노쉬 : 이자벨 역
- 자비에 보브와 : 뱅상 역
- 니콜라스 뒤보셸 : 연극배우 역
- 로랑 그레빌 : 프랑수아 역
- 폴 블레인 : 실뱅 역
- 브뤼노 포달리데 : 파브리스 역
- 알렉스 데스카 : 마크 역
- 필리프 카트린 : 매튜 역
- 발레리아 브루니 테데스키
- 제라르 드빠르디유 : 데니스 역
- 조시앙 발라스코 : 맥심 역
- 샌드린 듀마스 : 아리네 역

## 수상
- 2018년 제41회 예테보리 국제 영화제 명예의 드래곤상